# Karen Thatcher
Pour les articles homonymes, voir Thatcher (homonymie).
Karen Thatcher (née le 29 février 1984 à Bryn Mawr dans l’état de la Pennsylvanie aux États-Unis) est une joueuse américaine de hockey sur glace qui évoluait dans la ligue élite féminine en tant qu'attaquante.
Elle a remporté une médaille d'argent olympique en 2010 à Vancouver .
Thatcher a remporté la Coupe Clarkson lors de la saison 2013 de la Ligue canadienne de hockey féminin avec les Blades de Boston. Elle a également remporté le championnat en 2009 avec les Whitecaps du Minnesota.

## Biographie

### Carrière internationale
Avec l'équipe des États-Unis de hockey sur glace féminin, elle remporte le Championnat du monde 2008 et 2009 et obtient la médaille d'argent aux Jeux olympiques d'hiver de 2010 à Vancouver.

## Statistiques

### En club
| Saison    | Équipe                              | Ligue |                            | Saison régulière           | Saison régulière           | Saison régulière           | Saison régulière           | Saison régulière           |                            | Séries éliminatoires       | Séries éliminatoires       | Séries éliminatoires       | Séries éliminatoires | Séries éliminatoires |
| Saison    | Équipe                              | Ligue | PJ                         | B                          | A                          | Pts                        | Pun                        | PJ                         | B                          | A                          | Pts                        | Pun                        |                      |                      |
| 2002-2003 | Bears de Brown                      | NCAA  | 32                         | 12                         | 23                         | 35                         | 4                          |                            |                            |                            |                            |                            |                      |                      |
| 2003-2004 | Friars de Providence                | NCAA  | 33                         | 10                         | 17                         | 27                         | 4                          |                            |                            |                            |                            |                            |                      |                      |
| 2004-2005 | Friars de Providence                | NCAA  | 32                         | 25                         | 33                         | 58                         | 12                         |                            |                            |                            |                            |                            |                      |                      |
| 2005-2006 | Friars de Providence                | NCAA  | 35                         | 18                         | 29                         | 47                         | 14                         |                            |                            |                            |                            |                            |                      |                      |
| 2006-2007 | Breakers de la Colombie-Britannique | WWHL  | Statistiques indisponibles | Statistiques indisponibles | Statistiques indisponibles | Statistiques indisponibles | Statistiques indisponibles | Statistiques indisponibles | Statistiques indisponibles | Statistiques indisponibles | Statistiques indisponibles | Statistiques indisponibles |                      |                      |
| 2007-2008 | Flames de Vaughan                   | LCHF  | 22                         | 4                          | 12                         | 16                         | 22                         | 2                          | 0                          | 0                          | 0                          | 2                          |                      |                      |
| 2008-2009 | Whitecaps du Minnesota              | LCHF  | Statistiques indisponibles | Statistiques indisponibles | Statistiques indisponibles | Statistiques indisponibles | Statistiques indisponibles | Statistiques indisponibles | Statistiques indisponibles | Statistiques indisponibles | Statistiques indisponibles | Statistiques indisponibles |                      |                      |
| 2010-2011 | Blades de Boston                    | LCHF  | 12                         | 2                          | 4                          | 6                          | 4                          |                            |                            |                            |                            |                            |                      |                      |
| 2011-2012 | Blades de Boston                    | LCHF  | 3                          | 1                          | 0                          | 1                          | 0                          |                            |                            |                            |                            |                            |                      |                      |
| 2012-2013 | Blades de Boston                    | LCHF  | 16                         | 6                          | 3                          | 9                          | 8                          |                            |                            |                            |                            |                            |                      |                      |

### En équipe nationale
| Année | Équipe     | Compétition          |   | PJ | B | A | Pts | Pun | +/-               |  | Résultat |
| 2008  | États-Unis | Championnat du monde | 5 | 2  | 0 | 2 | 2   | +2  | Médaille d'or     |  |          |
| 2009  | États-Unis | Championnat du monde | 5 | 0  | 1 | 1 | 0   | +1  | Médaille d'or     |  |          |
| 2010  | États-Unis | Jeux olympiques      | 5 | 3  | 3 | 6 | 2   | +8  | Médaille d'argent |  |          |